# Спасоје Забунов
Спасоје Забунов (Кулпин, 1. мај 1902 — Београд, 22. мај 1970) је био добровољац из Војводине у Шпанском грађанском рату.

## Биографија
Од 1919. активан члан Независних синдиката кожарских и текстилних радника. Године 1929. одлази на рад у Аргентину, одакле је дошао у Шпанију 7. јануара 1937. Ступио је у батаљон Димитров, 15. бригада. Потом био распоређен у балканску батерију Стјепан Радић. Добио чин поручника за залагање на фронту. Након евакуације Шпанске републиканске армије 1939. пребачен у Алжир, где је био смештен у логор Богари код Орана. Ту је остао све до јула 1943, када му је пошло за руком да се пребаци у Совјетски савез. Тамо се придружио новоформираној Првој југословенској бригади, са којом 1944. долази у Југославију као комесар артиљеријског дивизиона. По завршетку Другог светског рата радио у текстилној индустрији, а касније постављен за директора предузећа Партизанка у Београду. Пензионисан маја 1956.
Одликован Орденом заслуга за народ II реда и Медаљом за храброст.
Умро 22. маја 1970. у Београду.